# 姚兵
姚兵（Yao Bin，1979年10月9日—），原名姚斌，現為香港無綫電視基本藝人合約藝員和TVB8主持人。

## 經歷
入行前为巴士司机，曾奪得2003年度全球華人新秀大赛浙江區冠军及CCTV夢想中國新秀大赛浙江區冠军，2005參加TVB8全球華人新秀大賽。
2007年正式前往香港工作，但仍然在深圳、香港兩地來回。他於2013年參加歌唱比賽節目《星夢傳奇》奪得殿軍。現時已婚（2006年結婚），育有一兒。2013年11月15日在「星夢娛樂」簽約記者會他正式加盟成為歌手。期間曾灌錄過一些電視劇合唱歌曲。
2018年1月由TVB經理人合約轉為基本藝人合約。

## 星夢傳奇比賽歷程
| 集數 | 首播日期   | 比賽主題   | 參賽歌曲   | 原唱者 | 分數  | 名次 | 備註                                |
| ---- | ---------- | ---------- | ---------- | ------ | ----- | ---- | ----------------------------------- |
| 05   | 2013/08/04 | 信心       | 你把我灌醉 | 黃大煒 | 162.9 | 4    |                                     |
| 06   | 2013/08/11 | 團結（上） | 男旦       | 韓雷   | 173.3 | 2    | PK劉威煌                            |
| 08   | 2013/09/15 | 分享       | 洋蔥       | 楊宗緯 | 162.4 | 5    |                                     |
| 09   | 2013/09/22 | 歲月       | 上海灘     | 葉麗儀 | 160.7 | 5    | 第一次挑戰粵語歌                    |
| 10   | 2013/09/29 | 認同       | 愛情黑皮書 | 庾澄慶 | 168.2 | 3    |                                     |
| 11   | 2013/10/06 | 危機       | 普通朋友   | 陶喆   | 83.0  | 5    | 不設現場觀眾及現場觀眾評判 晉級五強 |
| 12   | 2013/10/12 | 最後試煉   | 大眼睛     | 高凌風 | 87.2  | 2    | 不設現場觀眾評判                    |
| 13   | 2013/10/13 | 重新出發   | 也許明天   | 張惠妹 | -     | 4    |                                     |

## 電視

### 電視劇
- 2007 寫意人生 飾演 胡民
- 2008 同事三分親 （第172集）飾演 Simon Lee
- 2009 烈火雄心3 飾演 政府化驗師（第11集）
- 2010 掌上明珠 飾演 工商展覽會外國買家翻譯
- 2011 點解阿Sir系阿Sir 飾演 內地人員
- 2010 談情說案 （第9集）飾演 郭宇仁
- 2011 潛行狙擊 飾演 有組織罪案及三合會調查科警員
- 2012 4 In Love
- 2012 拳王
- 2012 怒火街頭2 飾演 大兵
- 2012 法網狙擊 （第6集）飾演 盲標
- 2013 老表, 你好嘢! (第1集) 飾演建國
- 2013 情越海岸線 （第16集）飾演 Paul蘇
- 2013 巨輪 飾演 大Sir
- 2013 舌劍上的公堂 飾演 外省人
- 2014 守業者（第26集） 飾演 軍事法庭長官
- 2014 叛逃 飾演 朱醫生
- 2014 愛我請留言 飾演 咖啡店之經理
- 2014 點金勝手 飾演 楊錕
- 2014 寒山潛龍 飾演 司徒飞
- 2014 我們的天空 飾演 李教練
- 2014 使徒行者 飾演 Ken
- 2014 再战明天 (第13集) 飾演 公安
- 2014 老表，你好hea！ 飾演 西門慶
- 2015 飛虎II (第10集) 飾演 僱傭兵首领
- 2015 四個女仔三個BAR 飾演 林健威
- 2015 水髮胭脂 飾演 萬總
- 2015 拆局專家 飾演 陸天澄
- 2016 愛·回家 飾演 姜總
- 2016 潮流教主 飾演 李文信
- 2016 致命復活 飾演 潘如松
- 2017 乘勝狙擊 飾演 內地客
- 2017 愛·回家之開心速遞（第365集飾演 「夢資源公司」經理，第563集、第569集 飾演 科哥）
- 2017 與諜同謀 飾演 台灣刑警
- 2017 同盟 飾演 昇哥
- 2017 老表，畢業喇！ 飾演 杜琥（青年）
- 2017 誇世代 飾演 醫生（第36、42集）
- 2018 波士早晨 飾演 大陸客
- 2018 是咁的，法官閣下 飾演 胡非
- 2018 兄弟 飾演 賈漢生
- 2018 救妻同學會 飾演 葉荼蘼
- 2019 白色強人 飾演 無國界醫生
- 2019 多功能老婆 飾演 姜家冠
- 2020 迷網 飾演 韓生
- 2021 逆天奇案 飾演 飛虎教官
- 2022 家族榮耀 飾演 馬世宏（青年）
- 2022 我可能遇到了救星 飾演 叶大武
- 2022 向风而行 飾演 刘律师（第31-33集）
- 2025 麻雀樂團 飾演 呂凱（第12-13集）

### 電視節目
- 2006 娛樂最前綫 (TVB8頻道)
- 2006 2006全球華人新秀
- 2006 寵物PATPAT (TVB8頻道)
- 2007 娛樂最前綫
- 2007 完美主義
- 2008 娛樂最前綫
- 2008 完美主義
- 2008 娱樂金剛圈
- 2008 快活武林
- 2009 娛樂最前綫
- 2009 超级巨聲
- 2009 超级樂壇推薦歌
- 2009 2009全球華人新秀
- 2009 格林披治澳門赛車
- 2010 娛樂最前綫
- 2010 超级巨聲
- 2013 星夢傳奇(第五集至決賽)
- 2013 星光熠熠耀保良-星夢啟航揚善心(巫啟賢, 姚兵, 羅鈞滿, 陳明恩, 鄭俊弘)
- 2013-10-27 2013全球華人新秀大賽(擔任節目主持及表演嘉賓)
- 2013-11-16 勁歌金曲 (李龍基,李麗霞,蘇珊,姚兵,鄭世豪)
- 2013-11-19 萬千星輝賀台慶
- 2016-3-3 湊仔攻略

### 歌曲
- 2006年： TVB電視劇法證先鋒國語版主題曲
- 2007年： TVB電視劇學警出更國語版主題曲
- 2014年：《我們的天空》(TVB電視劇「我們的天空」主題曲)（與羅鈞滿、鄭世豪、唐嘉麟合唱）
- 2016年：《乾杯》(TVB電視劇「流氓皇帝」主題曲)（與羅鈞滿、鄭世豪合唱）

## 電影
- 2009年：Laughing Gor之變節
- 2011年：我愛HK開心萬歲 飾 街坊
- 2016年：刑警兄弟 飾 碌卡超

## 電台節目
- D100 大聲台 聽歌學華語

## 主持
- 2014年：《港优游，港享受》（香港旅遊發展局特约）

## 相關報道
- 新浪网 2005CCTV《梦想中国》专题：浙江准公交司机驶进《梦想中国》总决赛(组图)（页面存档备份，存于）
- 新浪城市联盟 -- 宁波：公交帅哥姚斌登上央视舞台
- 東方日報：姚兵獲無綫賜安穩（页面存档备份，存于）
- HKChannel：姚兵尋回自信與陽光
- 蘋果日報:【星夢總決賽】殿軍姚兵感性宣言：一定要補償番俾太太（页面存档备份，存于）
- 文匯報: 姚兵與TVB斟簽歌手約（页面存档备份，存于）
- 蘋果日報: 電視撈飯：姚兵願簽無綫出碟（页面存档备份，存于）
- 新浪網: 鄭世豪姚兵齊指出唱片是長遠計劃（页面存档备份，存于）